# Hunte bei Bohmte
Hunte bei Bohmte este o arie protejată (sit de importanță comunitară — SCI) din Germania întinsă pe o suprafață de 8,87 ha, integral pe uscat.

## Localizare
Centrul sitului Hunte bei Bohmte este situat la coordonatele 52°21′17″N 8°19′32″E / 52.3547°N 8.3256°E.

## Înființare
Situl Hunte bei Bohmte a fost declarat sit de importanță comunitară în ianuarie 2005 pentru a proteja 1 specie de animale.

## Biodiversitate
Situată în ecoregiunea atlantică, aria protejată nu include niciun habitat protejat.
La baza desemnării sitului se află o specie protejată de  pești: Cobitis taenia Complex.